# 1-я армия (Италия, 1938—1940)
1-я армия (итал. 1 Armata, июнь 1938−31 июля 1940) — армия Королевства Италия, принимавшая участие во Второй мировой войне на территории Франции.
Если говорить о Второй мировой войне, то это «1-е формирование» армии с таким наименованием. (В Италии в 1943 году была вновь сформирована, а в ходе Первой мировой войны в также существовала армия с таким наименованием.)

## Формирование
1-я армия была сформирована в июне 1938. В июне 1940 года армия была включена в группу армий «Запад». В её составе участвовала во вторжении во Францию. 10 июня 1940 года армия вторглась на французскую территорию. Наступая из Ривьеры, 1-я армия должна была захватить Ниццу, однако не смогла развить наступление и вскоре была остановлена в районе Ментоны.  После капитуляции Франции была расформирована 31 июля 1940.

## Состав армии
на 10 июня 1940 года (начало Вторжения во Францию):
- 2-й корпус
  - 4-я пехотная дивизия «Ливорно»
  - 33-я пехотная дивизия «Акви»
  - 36-я пехотная дивизия «Форли»
  - 4-я альпийская дивизия «Кунеонсе»
  - резерв корпуса
- 3-й корпус
  - 3-я пехотная дивизия «Равенна»
  - 6-я пехотная дивизия «Кунео»
  - 1-я альпийская группа
  - резерв корпуса
- 15-й корпус
  - 5-я пехотная дивизия «Коссерия»
  - 37-я пехотная дивизия «Модена»
  - 44-я пехотная дивизия «Кремона»
  - 2-я альпийская группа
  - резерв корпуса
- резерв армии
  - 7-я пехотная дивизия «Волки Тосканы»
  - 16-я пехотная дивизия «Пестойя»
  - 22-я пехотная дивизия «Охотники Альп»
  - 5-я альпийская дивизия «Пустерия»
  - артиллерийские и танковые полки и батальоны

## Командующие армией
- генерал Адриано Маринетти (1938 - 1940)
- генерал Петро Пинтер (1940)
- генерал Ремо Гамбелли (1940)